# Egesina callosa
Egesina callosa là một loài bọ cánh cứng trong họ Cerambycidae.